# مسجد شیخ مظهر
مسجد شیخ مظهر مسجدی در شهر سقز مربوط به اوایل دورهٔ قاجار است و در خیابان جمهوری و خیابان ساحلی سقز، کوچهٔ شیخ مظهر واقع شده‌است. این اثر در تاریخ ۱۱ مرداد ۱۳۸۴ با شمارهٔ ثبت ۱۲۶۷۲ به‌عنوان یکی از آثار ملی ایران به ثبت رسیده‌است.

## گالری

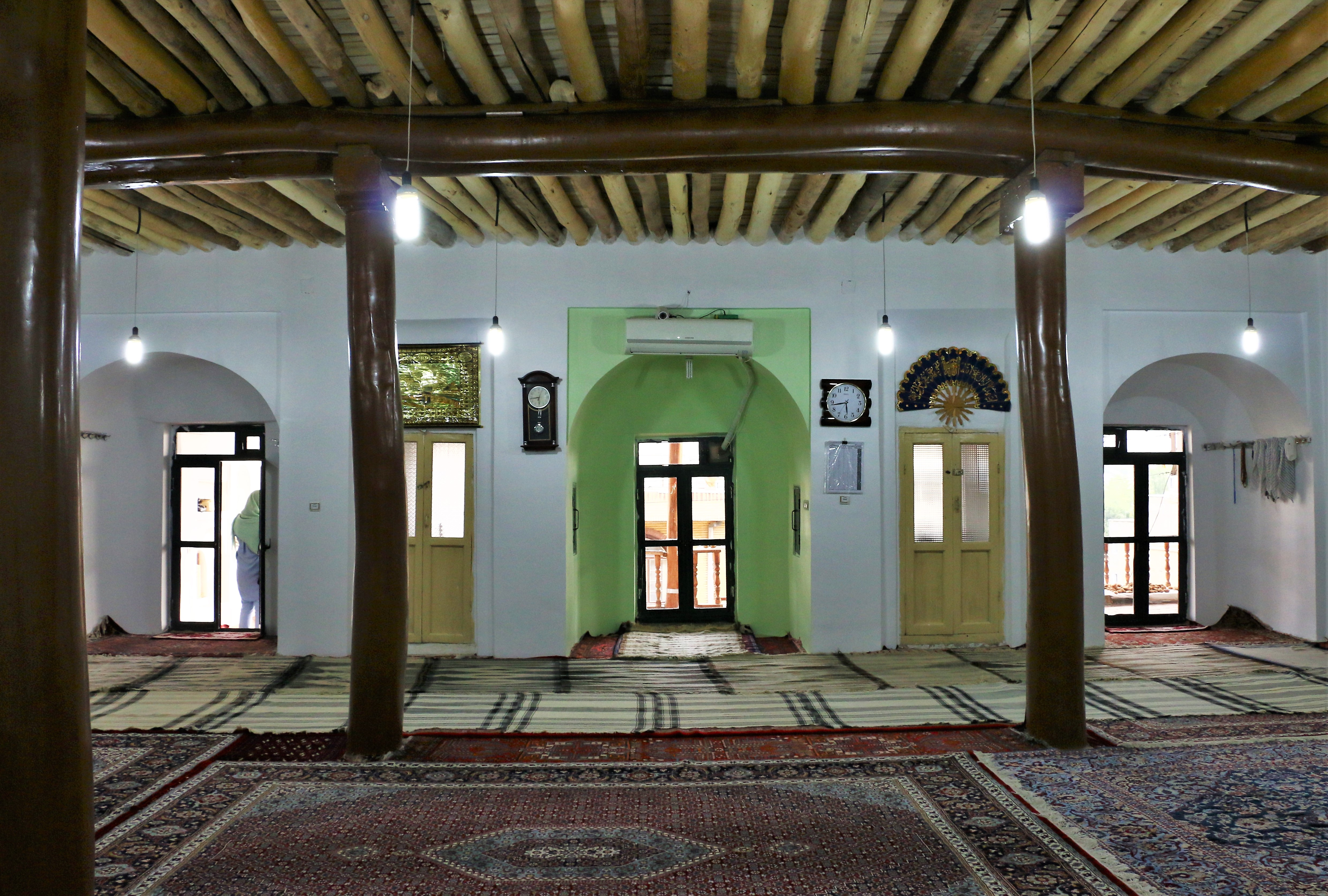
داخل مسجد
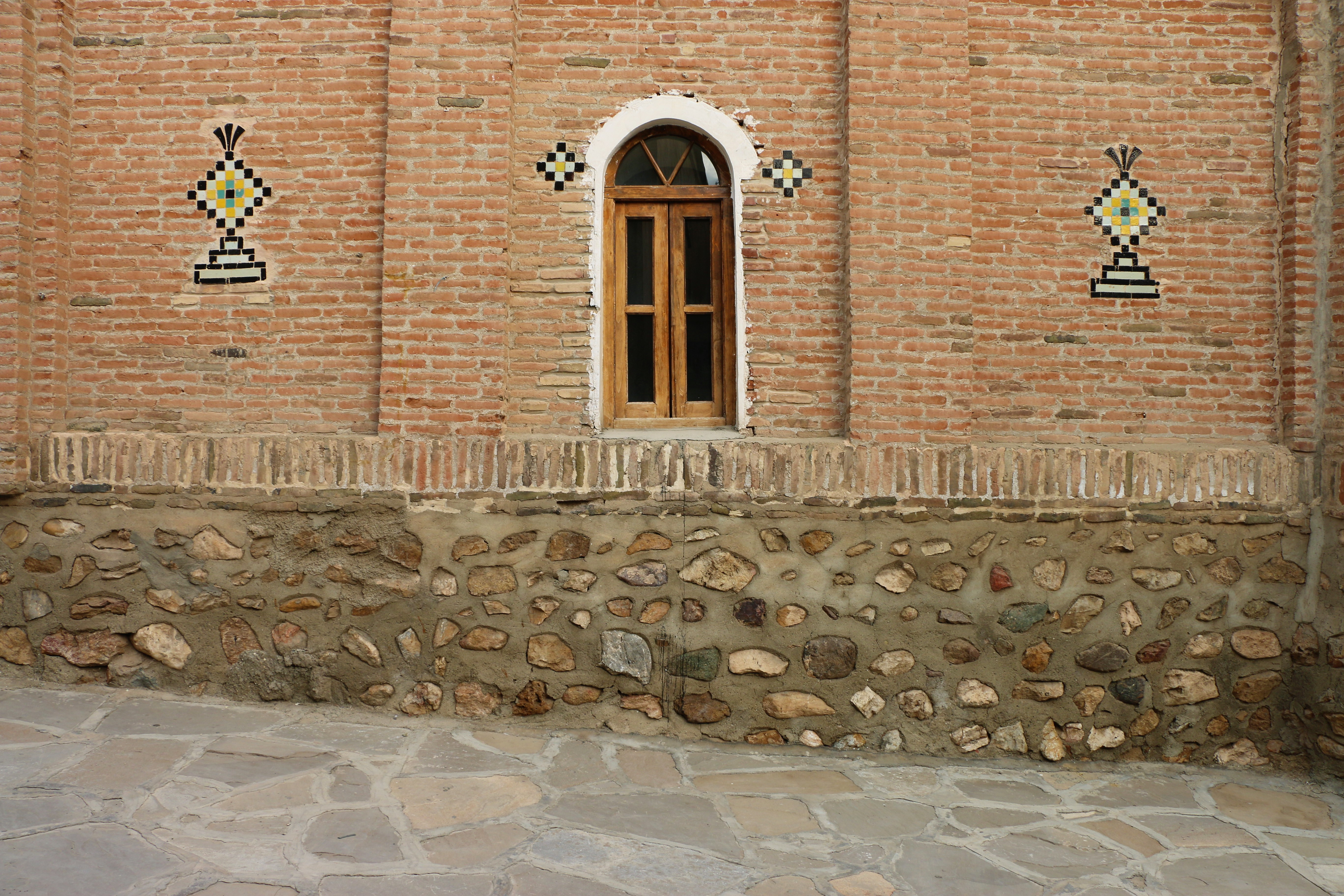
نمای بیرونی مسجد
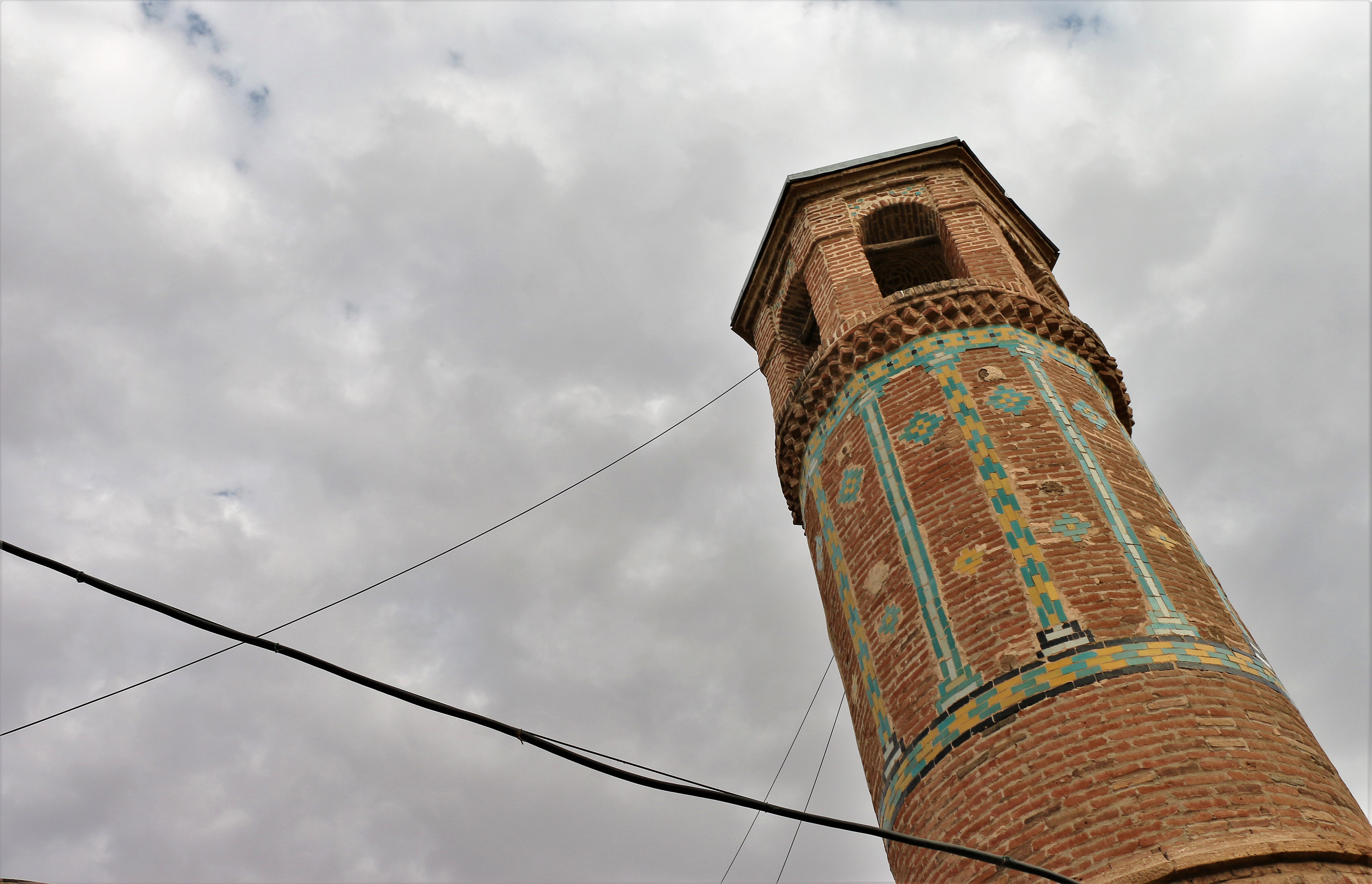
مناره مسجد
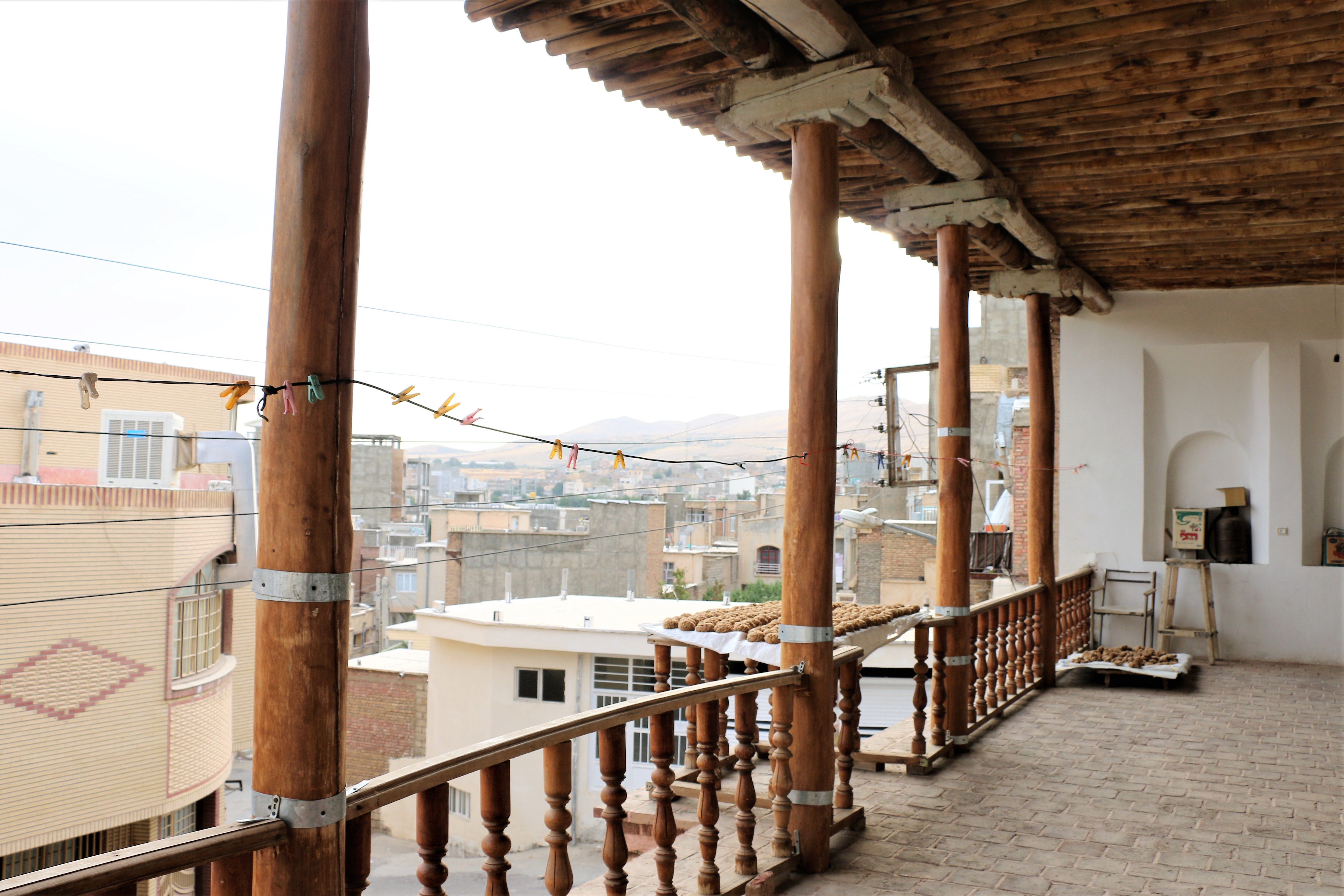
ایوان مسجد